# مانويل أسيفيدو
مانويل أسيفيدو (بالإسبانية: Manuel Acevedo)‏ هو رسام إسباني، ولد في 1744، وتوفي في 1800.